# Fluoride (Zeitschrift)
Fluoride ist eine wissenschaftliche Fachzeitschrift, die von der International Society for Fluoride Research veröffentlicht wird und wissenschaftliche Berichte über den Einsatz, Verwendung und Forschung in Bezug auf organische und anorganische Fluoride zum Gegenstand hat. Die Zeitschrift erscheint quartalsweise.
Der Impact Factor der Zeitschrift lag im Jahr 2016–2017 bei 1,342.
Nach der Statistik des ISI Web of Knowledge wurde das Journal im Jahr 2014 in der Kategorie Public Health, Umwelt- und Arbeitsmedizin an 147. Stelle von 162 Zeitschriften und in der Kategorie Toxikologie an 84. Stelle von 87 Zeitschriften geführt.